# Edwin Harris Colbert
Edwin Harris Colbert ( 28 de septiembre de 1905, Clarinda (Iowa) - Fragstaff (Arizona) 15 de noviembre de 2001), fue un paleontólogo y zoólogo estadounidense.

## Biografía
Hijo de un profesor de matemática, estudió en Misuri, graduándose en la Universidad de Nebraska en 1928. Logró su doctorado en Filosofía en la Universidad de Columbia (1935) y fue asistente del Museo de EE. UU. de Historia Natural entre 1930 y 1932; conservador (1933-42)y jefe de los departamentos de herpetología (1945-69), Geología y Paleontología (1958-60) y Paleozoología de vertebrados, desde 1945. Así como profesor de paleontología en la universidad de Columbia. 
Realizó varias excavaciones paleontológicas en la India, Israel, Oceanía y Estados Unidos, sobre todo en Alaska, Arizona y Nuevo México, donde en 1947 describió numerosos esqueletos de Coelophysis, localizados en una fosa común del triásico superior. 
Uno de sus hallazgos más significativos fue el de los restos de lystrosaurus, un reptil del Triásico que fue localizado en Texas y Sudáfrica. Este hallazgo sugirió que la tierra estuvo unida por un supercontinente (que Wegener denominó Pangea en 1915) durante el Mesozoico. Entre los fósiles que Colbert describió se encuentra el dinosaurio triásico Staurikosaurus (1970) y el reptil planeador del triásico Icarosaurus (1961).

## Abreviatura (zoología)
La abreviatura Colbert  se emplea para indicar a Edwin Harris Colbert como autoridad en la descripción y taxonomía en zoología.

## Libros y artículos
- El libro de los Dinosaurios (1943), cuya 2ª parte publicó en 1969.

- Los Dinosaurios de Ghost Ranch (1947)

- La evolución de los Dinosaurios cornudos (1948)

- La evolución de los vertebrados (1955)

- Correlación de las formaciones triásicas de Norteamérica (1957), con Reeside y Kummel.

- Dinosaurios, su descubrimiento y su mundo (1961)

- La era de los reptiles (1965)

- Estratigrafía e Historia de la vida (1965)

- Pisadas de Dinosaurios del cretácico en el oeste de Australia (1967)

- Hombres y Dinosaurios (1968)

- Los animales fósiles y la deriva continental (1978)

- Dinosaurios, una historia ilustrada (1983)

- Cazadores y buscadores de grandes Dinosaurios (1984)

- Excavando el pasado (1989)

Además colaboró con la Enciclopedia de los Dinosaurios, de Padian y Currie (1997).